# 21 Eskadra Lotnictwa Myśliwskiego
21 Samodzielna Eskadra Lotnictwa Myśliwskiego (21 selm) – pododdział lotnictwa myśliwskiego ludowego Wojska Polskiego.

## Formowanie i zmiany organizacyjne
21 Samodzielna Eskadra Lotnictwa Myśliwskiego została sformowana 1 lipca 1955 roku na lotnisku Warszawa-Babice.
Jednostka została zorganizowana według etatu Nr 6/232 o stanie 103 żołnierzy i 1 pracownika kontraktowego, i podporządkowana bezpośrednio dowódcy 5 Dywizji Lotnictwa Myśliwskiego OPL.
Zadaniem eskadry była obrona Warszawy Początkowo jednostka otrzymała sześć samolotów myśliwskich MiG-17PF wyposażonych w pokładowe celowniki radiolokacyjne. 24 sierpnia 1955 na stan eskadry zostało wpisanych kolejnych sześć samolotów MiG-17PF. Wszystkie samoloty zostały wyprodukowane w Zakładzie Nr 21 w Gorki.
W czerwcu 1957 roku 21 selm razem z 1 Pułkiem Lotnictwa Myśliwskiego OPL „Warszawa” została dyslokowana do garnizonu Mińsk Mazowiecki (lotnisko w Janowie, koszary w Barczącej).
W terminie do 1 listopada 1957 roku eskadra została rozformowana, jako samodzielna jednostka wojskowa. Personel eskadry i siedem znajdujących się wówczas na ewidencji samolotów MiG-17PF zostało włączonych w skład 1 plm OPL, w miejsce 3 eskadry, która stała się bazą dla formowanego w Babimoście 45 Pułku Lotnictwa Myśliwskiego OPL.

## Dowódca eskadry
- kpt pil. Zygmunt Czajka[1]